# محمد حيدر
محمد فوزي حيدر (8 نوفمبر 1989) هو لاعب كرة قدم لبناني يلعب كجناح أو لاعب خط وسط مهاجم لنادي العهد والمنتخب اللبناني.
بدأ مسيرته المهنية عام 2008 مع نادي مسقط رأسه التضامن صور، قبل أن ينتقل إلى الصفاء في عام 2011. بعد موسمين، انتقل إلى نادي الاتحاد والفتح في المملكة العربية السعودية، ثم إلى أمانة بغداد في العراق. عاد إلى الصفاء عام 2015، قبل أن ينضم إلى العهد في الموسم التالي.
مثل لبنان دولياً منذ عام 2011، حيث لعب في كأس آسيا 2019، وهي أول مشاركة للبنان في التصفيات. كما لعب في تصفيات كأس العالم 2014 و2018 و2022، وتصفيات كأس آسيا 2015 و2019.

## مهنة النادي

### التضامن صور
في عام 2003، بدأ مسيرته المهنية مع نادي مسقط رأسه التضامن صور في عام 2008 في الدوري اللبناني الممتاز.

### الصفاء

#### 2011- 2013: أول موسمين
في صيف 2011، انضم إلى نادي الصفاء اللبناني الذي يلعب في الدوري الممتاز في صفقة بلغت قيمتها 105000 دولار أمريكي. وأصبح لاعباً رئيسياً في الفريق، وساعدهم على الفوز بلقب الدوري مرتين متتاليتين في 2011–12 و2012–13. كما فاز حيدر بالكرة الذهبية اللبنانية عام 2013.

#### 2013- 2014: على سبيل الإعارة
في صيف 2013، انتقل إلى السعودية ليلعب مع نادي الاتحاد على سبيل الإعارة. ظهر لأول مرة في 13 سبتمبر 2013، وساعد فريقه على هزيمة الفتح حامل لقب الدوري. وفي يناير 2014، انتقل إلى نادي الفتح على سبيل الإعارة لمدة ستة أشهر. وفي صيف 2014، انتقل إلى نادي أمانة بغداد الذي يلعب في الدوري العراقي الممتاز على سبيل الإعارة لمدة عام واحد.

#### 2015-2016: العودة إلى الصفاء
في صيف 2015، عاد إلى لبنان ليلعب مع نادي الصفاء، وفاز بالدوري اللبناني الممتاز 2015–16.

### العهد
وفي صيف 2016، انتقل إلى نادي العهد بصفقة مدتها خمس سنوات بقيمة 670 ألف دولار. وأصبح ثاني أغلى لاعب لبناني في التاريخ، بعد انتقال بيير عيسى إلى أولمبيك بيروت عام 2002 مقابل مليون دولار. في 8 سبتمبر 2020، جدد عقده مع العهد لمدة ست سنوات.

## اللعب دولياً

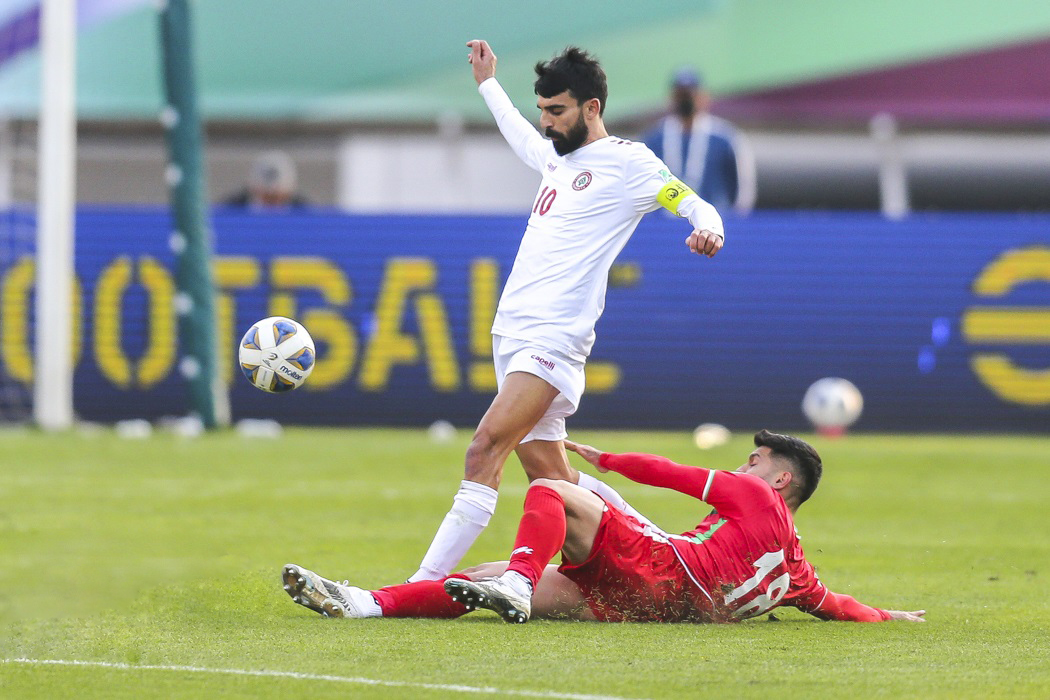
محمد حيدر مع منتخب لبنان أمام إيران عام 2022

مثّل حيدر لبنان في مستويات تحت 19 عامًا وتحت 23 عامًا.
ظهر لأول مرة مع منتخب لبنان في 17 أغسطس 2011، في مباراة ودية ضد لمنتخب السوري. جاء هدفه الدولي الأول في 16 أكتوبر 2012، في مباراة ودية ضد اليمن. في عام 2013، سجل هدفين في تصفيات كأس آسيا 2015، ضد تايلاند وإيران.
في ديسمبر 2018، استدعي لتشكيلة كأس آسيا 2019. ولعب في جميع مباريات دور المجموعات الثلاث ضد قطر والمملكة العربية السعودية وكوريا الشمالية.

## أسلوب اللعب
بدأ حيدر في البداية كجناح، ثم انتقل إلى دور أكثر مركزية في مسيرته. وهو معروف بمراوغته وتحكمه الدقيق في الكرة، بالإضافة إلى تسديداته الثابتة.

## الإحصائيات المهنية

### دولية
| الفريق الوطني | سنة     | الظهور | الأهداف |
| ------------- | ------- | ------ | ------- |
| لبنان         | 2011    | 4      | 0       |
| لبنان         | 2012    | 13     | 1       |
| لبنان         | 2013    | 13     | 3       |
| لبنان         | 2014    | 1      | 0       |
| لبنان         | 2015    | 6      | 0       |
| لبنان         | 2016    | 7      | 0       |
| لبنان         | 2017    | 6      | 0       |
| لبنان         | 2018    | 5      | 0       |
| لبنان         | 2019    | 11     | 0       |
| لبنان         | 2020    | 0      | 0       |
| لبنان         | 2021    | 13     | 0       |
| لبنان         | 2022    | 2      | 0       |
| المجموع       | المجموع | 81     | 4       |

| # | تاريخ          | مكان                                         | الخصم   | نتيجة | حصيلة | مسابقة               |
| - | -------------- | -------------------------------------------- | ------- | ----- | ----- | -------------------- |
| 1 | 16 أكتوبر 2012 | ملعب صيدا البلدي ، صيدا ، لبنان              | اليمن   | 1-1   | 2-1   | ودية                 |
| 2 | 22 مارس 2013   | ملعب مدينة كميل شمعون الرياضية، بيروت، لبنان | تايلاند | 3-0   | 5-2   | تصفيات كأس آسيا 2015 |
| 3 | 6 سبتمبر 2013  | ملعب مدينة كميل شمعون الرياضية، بيروت، لبنان | سوريا   | 2-0   | 2-0   | ودية                 |
| 4 | 19 نوفمبر 2013 | ملعب مدينة كميل شمعون الرياضية، بيروت، لبنان | إيران   | 1-4   | 1-4   | تصفيات كأس آسيا 2015 |

## الإنجازات
الصفاء
- الدوري اللبناني الممتاز: 2011–12، 2012–13، 2015–16
- كأس الاتحاد اللبناني: 2012–13
- كأس النخبة اللبنانية: 2012

العهد
- كأس الاتحاد الآسيوي: 2019
- الدوري اللبناني الممتاز: 2016–17، 2017–18، 2018–19، 2021–22، 2022–23
- كأس الاتحاد اللبناني: 2017–18، 2018–19
- كأس الاتحاد اللبناني: 2023
- كأس النخبة اللبناني: 2022 ؛ المركز الثاني: 2021
- كأس السوبر اللبناني: 2017، 2018، 2019؛ المركز الثاني: 2023

فردي
- أفضل لاعب في الدوري اللبناني الممتاز: 2012–13،[19][20] 2015–16.[21]
- فريق الموسم في الدوري اللبناني الممتاز: 2011–12،[22] 2012–13،[23][24] 2015–16،[21] 2017–18.[25]
- هداف الدوري اللبناني الممتاز: 2011–12.[26]
- أفضل مزود تمريرات حاسمة في الدوري اللبناني الممتاز: 2015–16.[21]

## روابط خارجية
- محمد حيدر على موقع إي إس بي إن إف سي (الإنجليزية)
- محمد حيدر على موقع قاعدة بيانات كرة القدم.إي يو (الإنجليزية)
- محمد حيدر على موقع ناشيونال فوتبول تيمز (الإنجليزية)
- محمد حيدر على موقع Soccerbase.com (لاعب) (الإنجليزية)
- محمد حيدر على موقع Soccerway.com (الإنجليزية)
- محمد حيدر على موقع عالم كرة القدم.نت (الإنجليزية)
- محمد حيدر على موقع كووورة